# 傑里米·勒弗羅伊

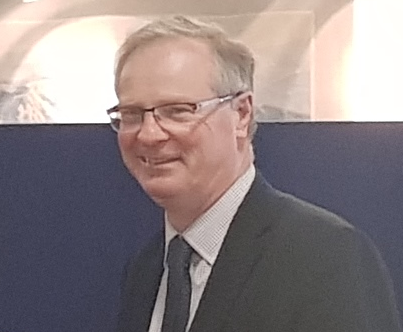

傑里米·勒弗羅伊（1959年5月30日—）是一位英格蘭政治人物，他的黨籍是保守黨。自2010年開始，他擔任斯塔福德選區選出的英國下議院議員。他已經結婚並有兩個孩子。